# Massís de la Vanoise
El massís de la Vanoise és una serralada dels Alps de Graies, situada en els Alps occidentals. Després del Massís del Mont Blanc i el dels Escrinhs, és el tercer massís més alt de França, aconseguint una altura de 3.885 m en el cim de Grande Casse. Es troba entre la vall de Tarentèsa al nord i la vall de Mauriena al sud. En el massís s'hi troba el primer Parc Nacional de França establert el 1963, el Parc Nacional de la Vanoise. Les estacions d'esquí de Tignes i Val-d'Isère i el port d'Iseran a 2.770 m d'altura es troben en la part oriental de la serralada.

## Toponímia
Designant primer únicament el coll del mateix nom (del prefix van, que seria d'origen precelta i que significaria « caos de penyes, i del sufix esia), Vanoise ha acabat per aplicar-se a tot el massís de les muntanyes que l'envolten.

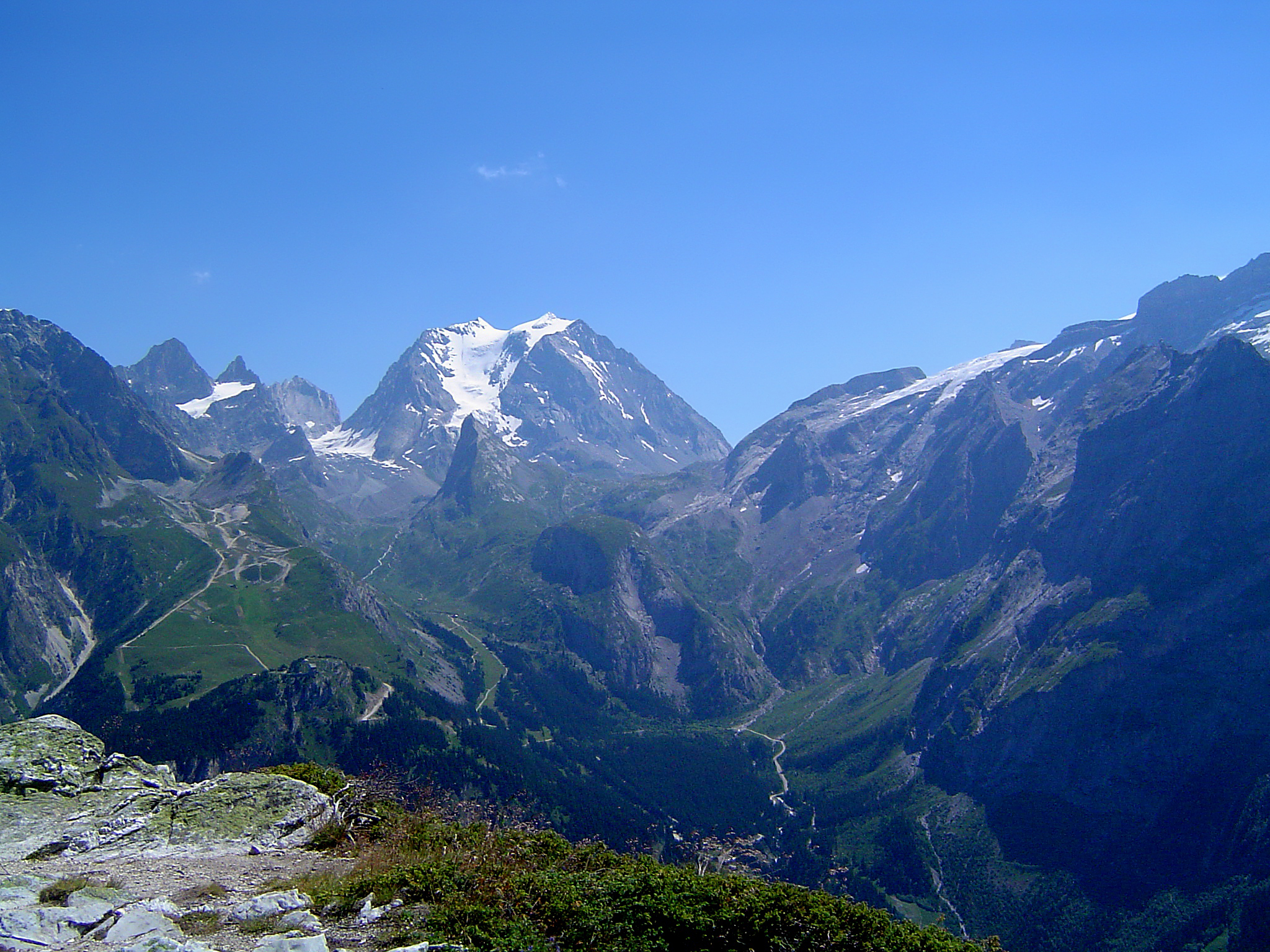
La Gran Casse

## Geologia
El massís de la Vanoise té una geologia molt complexa. És format d'una base cristal·lina (micacites, conglomerats de gresos permians metamorfitzats, quarsita, granit, gneis, ofiolites) superat segons els sectors per una coberta sedimentària autòctona (exemple: marbres de Pralognan) i de cobertes d'empenta formades d'esquistos calcaris i/o argilosos (exemple: cobertes de la Gran Motte, d'esquistos llustrosos).

## Història
L'any 1859, alguns mapes indicaven una cimera, el mont Iseran, culminant a 4.400 m d'altitud. Aquesta cimera interessa l'alpinista anglès William Mathews i el seu germà que van a Tignes. Tanmateix, arribats al coll d'Iseran, cap traça de la cimera i cal retre's a l'evidència: el mont Iseran no és més que una llegenda.
L'any 1860 veu l'ascensió de la Grande Casse pel guia de Chamonix Michel Croz, l'anglès William Mathews i el caçador d'isards de Pralognan Étienne Favre. Aquesta prestigiosa cimera cau el 8 d'agost, sota els cops de destral que permetran tallar 800 graons al gel. El 4 d'octubre de 1861, Michel Croz arriba sol a la cimera del mont Pourri. L'any 1862, torna a fer aquesta ascensió amb el seu germà Jean-Baptiste i els anglesos William Mathews i T.G. Bonney. A finals de 1862, s'escalen les dues principals cimeres del massís.
L'Aiguille de l'Èpéna serà l'última cimera assolida per Henri Mettier i els seus guies Séraphin Gromier i Joseph Antoine Favre, el 17 de juliol de 1900 de juliol de 1900. Utilitzen per a això dels mitjans arts plantant de les de ferro i de les escales improvisades.
El 6 d'agost de 1933, Aldo Bonacossa i Binaghi obren el passadís dels italians a la Grande Casse (800 m a 55/60°). Aquesta pista queda la referència en gel al massís de la Vanoise
El 13 de juliol de 1964, René Desmaison i André Bertrand obren una ruta a la cara nord de l' Aiguille de la Vanoise.

## Cims principals
Els principals cims del massís de Vanoise són: 
|  | - Mont de Gébroulaz, 3.511 m - Pointes du Châtelard 3.479 m - Dôme des Platières, 3.473 m - Roc des Saints Pères, 3.470 m - Pointe de la Sana, 3.436 m - Pointe de l'Échelle, 3.422 m - Pointe du Bouchet, 3.420 m - Bellecôte, 3.417 m - Grand Bec, 3.398 m - Pointe du Vallonnet, 3.372 m - Pointe Rénod, 3.368 m - Dôme des Sonnailles, 3.361 m - Pointe de Claret, 3.355 m | - Pointe de Méan Martin, 3.330 m - Dôme de Polset, 3.326 m - Dôme des Pichères, 3.319 m - Grand Roc, 3.316 m - Roche Chevrière, 3.281 m - Pointe de Thorens, 3.266 m - Mont Pelve, 3.261 m - Épaule du Bouchet, 3.250 m - Pointe des Buffettes, 3.233 m - Aiguille Rouge, 3.227 m - Pointe de la Réchasse, 3.212 m - Pointe du Dard, 3.206 m - Aiguille de la Vanoise, 2,796 m |

## Principals glaceres
- Glaceres de la Gurraz
- Glacera de la Savinaz
- Glacera de la Gran Motte
- Glacera de Prémou
- Glacera dels Volnets
- Glacera de la Gran Casse
- Glacera de la Leisse
- Glacera dels Fours
- Glacera de Méan Martin
- Glacera del Vallonnet

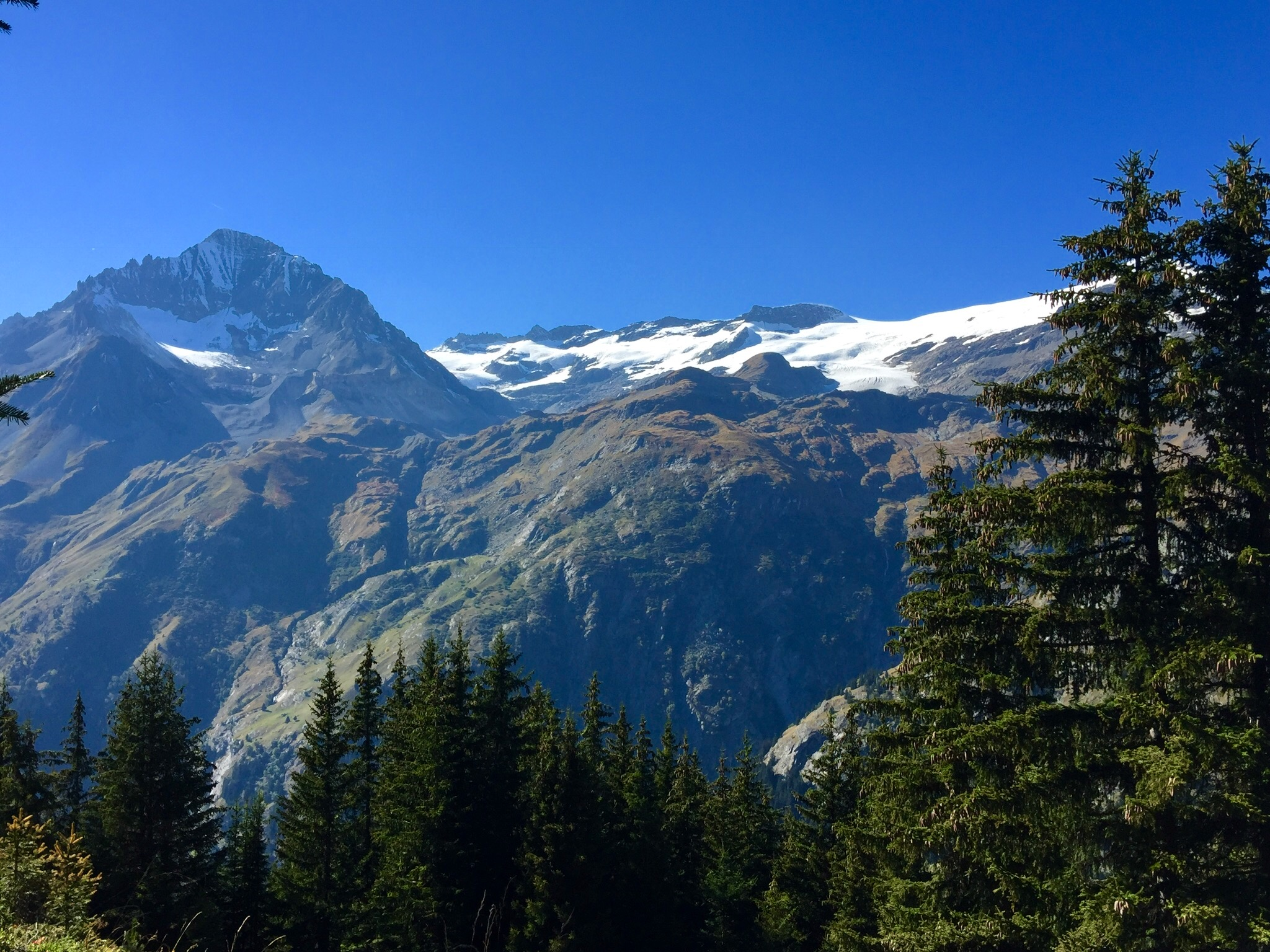
La glacera Arpont-Chasseforêt és la glacera principal del Parc Nacional Vanoise.

- Glaceres de la Vanoise (Glacera del Pelve, Glacera de l'Arpont, Glacera de la Mahure)
- Glacera de Gébroulaz
- Glacera de Thorens
- Glacera del Bouchet
- Glacera de Chavière
- Glacera de Polset
- Glacera del Geay